# Joseph Keilberth

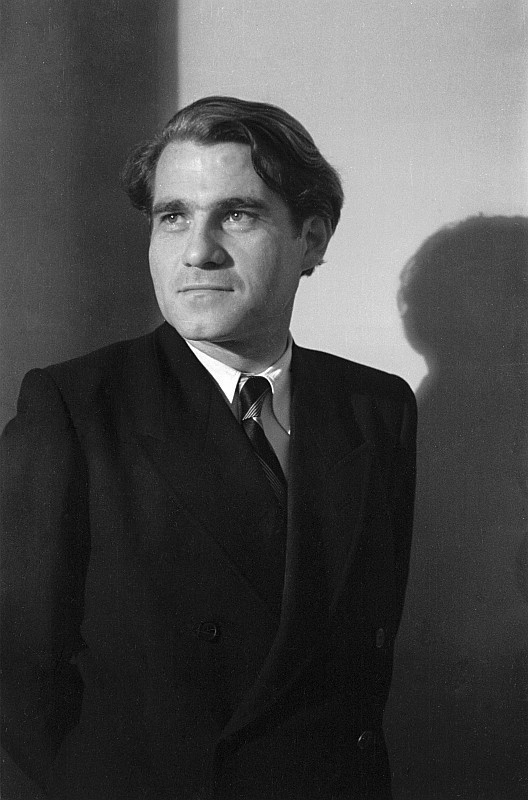
Joseph Keilberth (1945)

Joseph Keilberth (* 19. April 1908 in Karlsruhe; † 20. Juli 1968 in München) war ein deutscher Konzert- und Operndirigent.

## Leben und Wirken

### Herkunft
Joseph Keilberths Familie stammte aus der Oberpfalz. Er war der Sohn des Kammermusikers Josef Keilberth (1882–1933), Solocellist an der Badischen Hofkapelle Karlsruhe, und dessen Frau Anna, geb. Kögl (1888–1942). Sein Großvater Friedrich Keilberth (1844–1919) war Militärmusikmeister (Dirigent) in München.

### Karlsruhe und Prag
Joseph Keilberth begann 1925 seine Karriere am Badischen Staatstheater in Karlsruhe, zunächst als Korrepetitor für die Badische Staatskapelle Karlsruhe, ehe er zum Kapellmeister ernannt wurde. 1935 bewarb er sich um den Posten des Generalmusikdirektors in seiner Heimatstadt und setzte sich gegen seinen Mitbewerber Herbert von Karajan durch. Ob er bereits vor der Machtergreifung der Nationalsozialisten bzw. ob er überhaupt dem völkisch gesinnten Kampfbund für deutsche Kultur und später der Nachfolgeorganisation, der Nationalsozialistischen Kulturgemeinde, angehörte, wie Fred K. Prieberg behauptet, ist zweifelhaft, da eine Beitrittserklärung mit der Unterschrift bisher nicht vorliegt. Bei der Bewertung von Dokumenten wäre zudem zu berücksichtigen, dass Keilberth den gleichen Vornamen wie sein Vater führte, zum fraglichen Zeitpunkt unter derselben Adresse wohnte und noch dazu am selben Theater engagiert war. Gesichert ist hingegen, dass Keilberth bis zum Zeitpunkt des Verbots der Karlsruher Schlaraffengesellschaft noch immer als „Ritter Kla-Mottl der zartbesaitete“ Mitglied der „Schlaraffia Carolsuhu“ war. Noch im Januar 1939 führte er mit dem Karlsruher Orchester ein Werk Igor Strawinskys auf, der von den Nationalsozialisten als Kulturbolschewist bezeichnet und abgelehnt wurde.
1940 übernahm Keilberth auf Empfehlung Wilhelm Furtwänglers als Generalmusikdirektor das Deutsche Philharmonische Orchester in Prag, das dort schon in der k.k. Monarchie bestanden hatte und nun im so genannten Reichsprotektorat Böhmen und Mähren weiter existierte. Ein Konzert Keilberths, das in Zusammenhang mit Adolf Hitlers Geburtstag steht, ist nicht bekannt. Er dirigierte das Prager Orchester bei ca. 400 Auftritten, Musik von erst durch die Nationalsozialisten geförderten Komponisten fand Eingang in etwa 20 Programme. Da es Keilberth gelang, für den Prager Klangkörper eine Einstufung als „u.k.“ („unabkömmlich“) zu erreichen, was eine Einberufung von Musikern verhinderte, bestand das Orchester bis in die letzten Tage des Zweiten Weltkriegs fort und konnte noch am 1. Mai 1945 einen Beethoven-Abend in Prag geben. Laut Prieberg war Keilberth von 1942 bis 1945 Landesleiter der Reichsmusikkammer im Reichsprotektorat Böhmen und Mähren. In der Endphase des Zweiten Weltkriegs wurde er im August 1944 in die von Adolf Hitler genehmigte Gottbegnadeten-Liste der wichtigsten Dirigenten aufgenommen, was ihn vor einem Kriegseinsatz, auch an der Heimatfront, bewahrte.

### Berlin und Dresden
Nach Inhaftierung und Zwangsarbeit wurde Joseph Keilberth mit seiner Familie nach Sachsen abgeschoben und erreichte am 10. Juni 1945 Dresden. Er wurde umgehend zum Oberleiter der Sächsischen Staatskapelle Dresden berufen und eröffnete die Konzertsaison am 16. Juli 1945. Keilberth hatte die Position bis 1949 inne, blieb aber bis 1950 in Dresden. Außerdem wirkte er von 1948 bis 1951 als Leitender Kapellmeister der Staatskapelle Berlin, die zu dieser Zeit im Admiralspalast spielte, da die Lindenoper zerstört war und erst am 4. September 1955 wieder eröffnet wurde.

### Bamberg, Hamburg und München
Ab 1950 bis zu seinem Tod 1968 wirkte Joseph Keilberth als Chefdirigent der Bamberger Symphoniker, die nach dem Zweiten Weltkrieg in Bamberg aus seinem Prager Orchester hervorgegangen waren. Von 1951 bis 1959 amtierte er als Hamburgischer Generalmusikdirektor und Leiter des Philharmonischen Staatsorchesters Hamburg. 1959 wechselte er auf den Posten des Bayerischen Generalmusikdirektors an der Bayerischen Staatsoper in München. Keilberth starb 1968 am Dirigentenpult während einer Festspielaufführung von Richard Wagners Tristan und Isolde im Nationaltheater München. Bis heute ist er der einzige Dirigent, der in Bayern zweien der führenden Orchester des Landes gleichzeitig vorstand.

### Gastdirigate
Von 1952 bis 1956 dirigierte Joseph Keilberth insgesamt 56 Vorstellungen bei den Richard-Wagner-Festspielen in Bayreuth. 1955 nahm er dort den gesamten Ring des Nibelungen im Auftrag der Firma Decca zum ersten Mal als Live-Mitschnitt in Stereo auf. Aus rechtlichen Gründen (inzwischen hatte die Firma EMI die Exklusivrechte für Aufnahmen aus Bayreuth erworben) durften diese Aufnahmen nicht veröffentlicht werden. Die Aufnahmen verschwanden im Archiv und wurden erst 2006 zum ersten Mal veröffentlicht. Außerdem trat er ab 1957 bei den Salzburger Festspielen sowie bei den Internationalen Musikfestwochen in Luzern (heute Lucerne Festival) und den Wiener Festwochen auf. Als ständiger Gast arbeitete er ab 1936 mit den Berliner Philharmonikern und den Münchner Philharmonikern, ab 1943 mit den Wiener Symphonikern, ab 1944 mit den Wiener Philharmonikern, ab 1951 mit dem Musikkollegium Winterthur sowie ab 1965 mit dem NHK Symphony Orchestra Tokyo. Daneben gab es zahlreiche Produktionen und Konzerte beim Bayerischen Rundfunk, dem Westdeutschen Rundfunk in Köln und dem Süddeutschen Rundfunk in Stuttgart.

### Privates

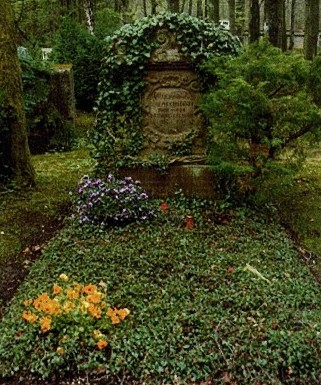
Grabstätte von Joseph Keilberth

Keilberth war seit 1936 mit der Tänzerin Ingeborg geb. Schultze (* 1912) verheiratet und hatte einen Sohn und eine Tochter. Joseph Keilberth wurde auf dem Waldfriedhof Grünwald beigesetzt.

## Bedeutung
Joseph Keilberth wurde insbesondere durch seine Mozart-, Beethoven- und Wagner-Interpretationen sowie durch Aufführungen der Werke von Anton Bruckner, Johannes Brahms, Bedřich Smetana, Antonín Dvořák, Max Reger, Richard Strauss, Hans Pfitzner und Paul Hindemith bekannt. Auf zahlreichen Gastspielreisen war er außerordentlich erfolgreich. Er hat mit den namhaftesten Orchestern sowie Gesangs- und Instrumentalsolisten eine beachtliche Zahl von Schallplatten produziert, die eine wichtige Epoche deutscher Musikkultur dokumentieren.
Der Joseph-Keilberth-Saal der Konzerthalle Bamberg ist seit 1993 die neue Heimstatt der Bamberger Symphoniker – Bayerische Staatsphilharmonie. Auch ein Saal im Wohnstift Karlsruhe-Rüppurr ist nach ihm benannt, ebenso eine Grundschule im Norden Münchens. Straßen in Dresden, Grünwald und München tragen ebenfalls den Namen des Dirigenten.

## Diskografie (Auswahl)
- Beethoven: Sinfonie Nr. 1 (Bamberger Symphoniker / 3.–5. Juli 1958 / Telefunken SLT 43007)
- Beethoven: Sinfonie Nr. 2 (Bamberger Symphoniker / 1.–3. Juli 1958 / Telefunken SLT 43049 & NHKO / 1968 live in Tokio)
- Beethoven: Sinfonie Nr. 3 (Philharmonisches Staatsorchester Hamburg / 27. September bis 3. Oktober 1956 / Telefunken SLT 43001 & Bamberger Symphoniker / 1968 live in Tokio)
- Beethoven: Sinfonie Nr. 4 (Philharmonisches Staatsorchester Hamburg / 30. September bis 3. Oktober 1959 / Telefunken SLT 43052 & Bamberger Symphoniker / 1968 live in Tokio)
- Beethoven: Sinfonie Nr. 5 (Philharmonisches Staatsorchester Hamburg / 6.–7. Januar 1953 / Telefunken LSK 7021 & Philharmonisches Staatsorchester Hamburg / 28. Januar bis 5. Februar 1958 / Telefunken SLT 43002)
- Beethoven: Sinfonie Nr. 6 (Bamberger Symphoniker / 8.–10. Juli 1960 / Telefunken SLT 43050)
- Beethoven: Sinfonie Nr. 7 (Berliner Philharmoniker / 27.–29. Oktober 1959 / Telefunken SLT 43040 & Sinfonie-Orchester des Bayerischen Rundfunks / 5. Mai 1967 / Orfeo)
- Beethoven: Sinfonie Nr. 8 (Philharmonisches Staatsorchester Hamburg / 6. Oktober 1958 / Telefunken SLT 43007 & Symphonieorchester des Bayerischen Rundfunks / 5. Mai 1967 live im Herkulessaal München / Orfeo & NHKO / 1. Mai 1967 live in Tokio)
- Beethoven: Sinfonie Nr. 9 (NHK-Sinfonieorchester / Ito / Kurimoto / Mori / Ohashi / 1965 live in Tokio)
- Beethoven: Konzert für Klavier und Orchester G-Dur op. 58 (Géza Anda, Kölner Rundfunk-Sinfonieorchester / Köln, 22. Mai 1964 / Ariola-Eurodisc 204 638-270 [LP, 1982])
- Brahms: Sinfonie Nr. 1 (Berliner Philharmoniker / 8. März 1951 / Telefunken LSK 7008 & NHK-Sinfonieorchester / 1968 live in Tokio)
- Brahms: Sinfonie Nr. 2 (Berliner Philharmoniker / 6. Februar 1962 / Telefunken SLT 43065 & Symphonieorchester des Bayerischen Rundfunks / 8. Dezember 1966 live im Herkulessaal München)
- Brahms: Sinfonie Nr. 3 (Philharmonisches Staatsorchester Hamburg / 6. Februar 1951 / Telefunken LSK 7020 & Bamberger Symphoniker / 8.–9. Juli 1963 / Telefunken NT 846)
- Brahms: Sinfonie Nr. 4 (Philharmonisches Staatsorchester Hamburg / 21.–25. April 1960 / Telefunken SLT 43042 & Bamberger Symphoniker / 20. Mai 1968 live in Tokio)
- Bruckner: Sinfonie Nr. 4 (NHK-Sinfonieorchester / 1968 live in Tokio)
- Bruckner: Sinfonie Nr. 6 (Berliner Philharmoniker / 10.–14. März 1963 / Telefunken)
- Bruckner: Sinfonie Nr. 7 (NHK-Sinfonieorchester / 1968 live in Tokio)
- Bruckner: Sinfonie Nr. 9 (Philharmonisches Staatsorchester Hamburg / 31. Oktober bis 3. November 1956 Telefunken)
- Furtwängler: Sinfonie Nr. 3 (Berliner Philharmoniker / 1956)
- Händel: Concerto grosso B-Dur op. 3–2 (NHK-Sinfonieorchester / 1968 live in Tokio)
- Haydn: Symphonien Nr. 85 „La reine“ & Nr. 101 „Die Uhr“ (Bamberger Symphoniker / 8.–11. Juli 1957 / Telefunken SLT 43015)
- Hindemith: Cardillac (Gesamtaufnahme / Kölner Rundfunk-Sinfonieorchester / Kölner Rundfunkchor / Fischer-Dieskau / Kirschstein / Grobe / Kohn / Söderström / 14.–19. Juni 1968 / Deutsche Grammophon Gesellschaft 2707042)
- Mahler: Das Lied von der Erde (Bamberger Symphoniker / Fischer-Dieskau / Wunderlich / 1964)
- Marschner: Hans Heiling (Gesamtaufnahme / WDR-Sinfonieorchester / Franzen / Plumacher / Prey / Synek / Kirschstein / Hering / Meister / 1966 live in Köln)
- Mozart: Die Zauberflöte (Gesamtaufnahme / WDR Sinfonieorchester / Greindl / Schock / Hotter / Lipp / Sert / Kunz / 1954)
- Mozart: Die Zauberflöte (Wiener Philharmoniker / Chor der Wiener Staatsoper / Wunderlich / Frick / Wächter / Köth / Berry / 1960 Salzburger Festspiele)
- Mozart: Serenade G-Dur KV 525 „Eine kleine Nachtmusik“ (Bamberger Symphoniker / 21. Juli 1959 / Telefunken SLT 43068)
- Mozart: Sinfonie Nr. 17, G-Dur, KV 129 (Bamberger Symphoniker / 1968)
- Mozart: Sinfonie Nr. 28, KV 200 (Bamberger Symphoniker / 23.–25. Juli 1962 / Telefunken SLT 43068)
- Mozart: Sinfonie Nr. 35 „Haffner“, KV 385 (Bamberger Symphoniker / 10. Juli 1963 / Telefunken SLT 43084)
- Mozart: Sinfonie Nr. 36 „Linzer“, KV 425 (Bamberger Symphoniker / 11. Juli 1963 / Telefunken SLT 43084)
- Mozart: Sinfonie Nr. 38 „Prager“, KV 504 (Bamberger Symphoniker / 2. November 1955 / Telefunken SLT 43012)
- Mozart: Sinfonie Nr. 39, KV 543 (Bamberger Symphoniker / 2. November 1955 / Telefunken SLT 43012)
- Mozart: Sinfonie Nr. 40 g-moll, KV 550 (Bamberger Symphoniker / 18.–19. Juli 1959 / Telefunken SLT 43038 & Symphonieorchester des Bayerischen Rundfunks / 8. Dezember 1966)
- Mozart: Sinfonie Nr. 41 C-Dur „Jupiter“, KV 551 (Bamberger Symphoniker / 19.–20. Juli 1959 / Telefunken SLT 43038 & NHK-Sinfonieorchester / 1968 live in Tokio)
- Pfitzner: Von deutscher Seele (Gesamtaufnahme / Symphonieorchester und Chor des Bayerischen Rundfunks / Giebel / Töpper / Wunderlich / Wiener / 9. Dezember 1965 / Deutsche Grammophon Gesellschaft 139 157-58)
- Reger: Variationen und Fuge über ein Thema von J. A. Hiller, op. 100 (Philharmonisches Staatsorchester Hamburg / 29. – 31. März 1955 / Telefunken SLT 43064)
- Reger: Variationen und Fuge über ein Thema von Mozart, op. 132 (Bamberger Symphoniker / 23.–25. Juli 1962 / Telefunken SLT 43067)
- Reger: Ballettsuite für Orchester, op. 130 (Bamberger Symphoniker / 24.–25. Juli 1962 Telefunken SLT 43067)
- Rossini: Der Barbier von Sevilla (Gesamtaufnahme / Chor und Orchester der Bayerischen Staatsoper / Wunderlich / Prey / Hotter / Köth / Proebstl / 1959)
- Schubert: Sinfonie Nr. 8 [Nr. 7] h-moll „Unvollendete“, (Bamberger Symphoniker / 7. Juli 1960 / Telefunken STW 30232)
- Schumann: Konzert für Klavier und Orchester a-moll op. 54 (Anni Fischer / WDR Sinfonieorchester / 28. April 1958)
- Smetana: Die Moldau (Bamberger Symphoniker / 20. –1. Juli 1961 / Telefunken STW 30237)
- Smetana: Aus Böhmens Hain und Flur (Bamberger Symphoniker / 20.–21. Juli 1961 / Telefunken STW 30237)
- R.Strauss: Till Eulenspiegels lustige Streiche (Bamberger Symphoniker / 1968 live in Tokio)
- R.Strauss: Der Rosenkavalier (Gesamtaufnahme / Orchester der Bayerischen Staatsoper / Watson / Böhme / Töpper / Wiener / Köth / Waas / Stolze / 1965 live in München)
- R.Strauss: Salome (Gesamtaufnahme / Orchester der Bayerischen Staatsoper / Barth / Borkh / Fehenberger / Hotter / Lorenz / 1951 live in München)
- R.Strauss: Die Frau ohne Schatten (Gesamtaufnahme / Bayerisches Staatsorchester / Jess Thomas / Bjoner / Fischer-Dieskau / Borkh / Mödl / Hotter / Hallstein / Paskuda / Töpper / Fassbaender / 21. November 1963 live im Nationaltheater München)
- Wagner: Der fliegende Holländer (Gesamtaufnahme / Bayreuther Festspiele / Hermann Uhde / Varnay / Weber / Live-Montage 1955)
- Wagner: Tristan und Isolde (Gesamtaufnahme / Chor und Orchester der Bayerischen Staatsoper / Bjoner / Uhl / Töpper / Wiener / Frick / 1965)
- Wagner: Die Meistersinger von Nürnberg (Gesamtaufnahme / Wiener / Hotter / Thaw / Hoppe / Kusche / Metternich / Chor und Orchester der Bayerischen Staatsoper / 1963)
- Wagner: Der Ring des Nibelungen (live aus Bayreuth / 1955 / erste Stereo-Gesamtaufnahme von Decca! / Lag 50 Jahre unveröffentlicht im Archiv / erstmals erschienen bei Testament 2006)
- Weber: Der Freischütz (Gesamtaufnahme / Berliner Philharmoniker / Grümmer / Otto / Schock / Kohn / Prey / Wiemann / Frick / 23. April bis 14. September 1958 / EMI HMV ASD 319–321)

## Eröffnung oder Wiedereröffnung von Kulturstätten
- 1935: Theater Gernsbach · Badische Staatskapelle Karlsruhe
- 1941: Rudolfinum Prag · Deutsches Philharmonisches Orchester Prag
- 1946: Tonhalle Dresden (später Kleines Haus) · Sächsische Staatskapelle Dresden
- 1948: Großes Haus Dresden (Dresdner Schauspielhaus) · Sächsische Staatskapelle Dresden
- 1961: Theatersaal der Rudolf-Steiner-Schule München (Theater an der Leopoldstraße) · Bayerisches Staatsorchester
- 1963: Nationaltheater München · Bayerisches Staatsorchester
- 1967: Dom Würzburg · Bamberger Symphoniker

## Auszeichnungen
- 1945: Titel Professor durch die Sächsische Regierung
- 1949: Nationalpreis 1. Klasse der DDR
- 1956: Komturkreuz des griechischen Phönix-Ordens
- 1961: Bayerischer Verdienstorden
- 1964: Österreichisches Ehrenkreuz für Wissenschaft und Kunst 1. Klasse
- 1967: Kulturpreis der Stadt Winterthur
- 1967: Ehrendirigent des NHK Symphony Orchestra Tokyo (als zweiter Dirigent in der Geschichte des Orchesters)